# Neuwiedia veratrifolia
Neuwiedia veratrifolia é uma espécie de orquídea terrestre, família Orchidaceae, que habita do sudeste asiático ao sudoeste do Pacífico.